# Pentaschistis aristidoides
Pentaschistis aristidoides är en gräsart som först beskrevs av Carl Peter Thunberg, och fick sitt nu gällande namn av Otto Stapf. Pentaschistis aristidoides ingår i släktet Pentaschistis och familjen gräs. Inga underarter finns listade i Catalogue of Life.